# Eivirac
Eivirac (en francès Eyvirat) és un municipi francès situat al departament de la Dordonya i a la regió de la Nova Aquitània.

## Demografia
| 1962                                       | 1968 | 1975 | 1982 | 1990 | 1999 | 2007 |
| ------------------------------------------ | ---- | ---- | ---- | ---- | ---- | ---- |
| 317                                        | 265  | 234  | 239  | 250  | 252  | 270  |
| Des de 1962: població sense dobles comptes |      |      |      |      |      |      |

## Administració
| Període   | Identitat               | Partit |
| --------- | ----------------------- | ------ |
| 1925-1952 | Albert Bordas           |        |
| 1952-1953 | Julien Chaussier        |        |
| 1953-1989 | Pierre Couloumy         |        |
| 1989-     | Jean-Pierre Soussengeas |        |